# Elin Gustavsson
Pour les articles homonymes, voir Gustavsson.
Elin Gustavsson, née le 18 janvier 1993 à Höja (Suède), est une joueuse suédoise de basket-ball.

## Biographie
Formée en NCAA aux Rams de Colorado State de 2013 à 2017 après ses débuts en Suède à Brahe Basket puis Sallen, elle passe trois saisons en Espagneavant de rejoindre Saint-Amand en France en janvier 2021.

## Équipe nationale
Elle joue en équipe nationale U16 en 2008 et 2009 et U18 en 2010 et enfin en U20 en 2012 et 2013. En 2017, elle dispute le Mondial universitaires.

## Clubs
| Saisons   | Équipe                 | Pays       |
| 2010-2011 | Brahe Basket           | Suède      |
| 2012-2013 | Sallen                 | Suède      |
| 2013-2017 | Rams de Colorado State | États-Unis |
| 2017-2018 | Bembibre               | Espagne    |
| 2018-2019 | El Ferreol             | Espagne    |
| 2019-2020 | Sedis Basket           | Espagne    |
| 2020-     | Saint-Amand            | France     |

## Palmarès
- Championne de la Mountain West Conference en 2014, 2015, 2016 et 2017

## Distinctions personnelles
- Meilleur cinq des freshmen de la MWC en 2014
- Meilleur cinq de la MWC en 2017